# Yves Mabin Chennevière
Pour les articles homonymes, voir Chennevière.
Yves Mabin Chennevière, né le 12 juillet 1942 à Corps-Nuds (Ille-et-Vilaine) et mort le 18 juin 2020 à Paris 14e, est un écrivain et diplomate français.

## Biographie
Yves Mabin Chennevière est issu d'une vieille famille bretonne catholique qui s'est engagée activement dans la résistance gaulliste durant la Seconde Guerre mondiale. Son grand-père maternel, Édouard Chennevière, homme de lettres, est fusillé par les Allemands en juin 1944 ; son nom est inscrit au Panthéon.
Après des études secondaires chez les Jésuites au collège Saint François-Xavier de Vannes, il a fait des études supérieures de droit et de langues orientales (turc, ottoman, arabe, persan). Il est diplômé des universités de Rennes, Istanbul et de l'Institut national des langues et civilisations orientales (Inalco). Chargé de mission au ministère des Affaires étrangères, il a exercé de 1968 à 2007 d'importantes fonctions dans le domaine des Échanges et de la Coopération culturels et artistiques internationaux dont celle de directeur des affaires culturelles du Quai d'Orsay.
L'accident vasculaire cérébral dont il est victime en 2007, et qui le laisse infirme, ne l'empêche pas de poursuivre son œuvre. Dans son récit Portrait de l'écrivain en déchet il décrit ce qu'il est devenu.
Il meurt à l'âge de 77 ans le 18 juin 2020 dans le 14e arrondissement de Paris, et est inhumé au cimetière du Montparnasse (division 1) dans la même ville.

## Œuvres

### Poésie
- Mortelles mers, Éditions Saint-Germain-des-Prés, 1974
- Originel, Éditions Saint-Germain-des-Prés, 1976
- Le Parcours sarcophage, Le Cherche midi Éditeur, 1982
- La Chair du puzzle, Le Cherche midi Éditeur, 1984
- L'Incarnation fictive, Éditions de la Différence, 1992
- Méditation métèque, Éditions de la Différence, 1996 (prix Max-Jacob)
- L'Immersion rebelle, Éditions de la Différence, 1999
- L'Invention du silence, Éditions de la Différence, 2000
- Mémoire d'un temps éventuel, Éditions de la Différence, 2001
- La Fureur de l'ange, Éditions de la Différence, 2002
- Traité du vertige, Éditions de la Différence, 2003 (prix Paul-Verlaine)
- Traité d'anatomie, Éditions de la Différence, 2005
- Traité du toucher, Éditions de la Différence, 2007
- Corps scindé, Éditions de la Différence, 2008
- Variations du sensible, Éditions de la Différence, 2009
- Errance à l'os, Éditions Obsidiane, 2014 (prix de poésie Alain Bosquet)
- Murmures du soir, aphorismes, Stéphane Batigne Éditeur, 2018

### Fiction
- L'Usurpé, roman, Éditions du Seuil, 1969
- L'Enfant-do, récit, Éditions du Seuil, 1972
- L'Imaginaire progéniture, nouvelles, Éditions Saint-Germain-des-Prés, 1975
- Le Désir distrait, roman, Le Cherche midi Éditeur, 1980
- Le Veilleur aux yeux clos, roman, Le Cherche midi Éditeur, 1986
- L'Homme tendre, roman, Éditions Grasset, 1991
- Le Soliste, nouvelles, Éditions de la Différence, 1993
- La Transfiguration, roman, Éditions Grasset, 1995
- La Tristesse du touraco, roman, Éditions Grasset, 1998
- Le Rire de minuit, roman, Éditions de la Différence, 2010

### Non fiction
- Portrait de l'écrivain en déchet, Le Seuil, 2013
- Un vieux dans le soleil couchant, Gallimard, 2016

### Œuvres traduites
- L'Immersion rebelle, choix traduit en chinois
- L'Homme tendre, traduit en russe et chinois
- La Transfiguration, traduit en portugais (Brésil)
- La Tristesse du touraco, traduit en russe, chinois, grec et bulgare
- Le Rire de minuit, traduit en chinois

## Récompenses et distinctions
- Prix Broquette-Gonin (littérature) de l'Académie française 1975 pour L’imaginaire progéniture
- Prix Broquette-Gonin (littérature) de l'Académie française 1976 pour Originel
- Prix Max-Jacob 1995 pour Méditation métèque[4]
- Prix Paul Verlaine de l'Académie française 2004 pour Traité du vertige[5]
- Prix Jean Bernard de l'Académie nationale de médecine 2013 pour Portrait de l'écrivain en déchet[6]
- Prix de poésie Alain Bosquet pour Errance à l'os
- Prix Heredia de l'Académie française 2016 pour Errance à l'os[7]